# Салтиљо
Салтиљо (шп. Saltillo) је град у Мексику у савезној држави Коавила. Налази се на југоистоку државе, 90 km источно од Монтереја, и 400 km јужно од границе са Тексасом (САД). Према процени из 2005. у граду је живело 633.667 становника, а 725.529 у широј градској зони. По становништву, Салтиљо је 19. град Мексика.

## Становништво
Према подацима са пописа становништва из 2010. године, град је имао 709.671 становника.
| 1990.   | 1995.   | 2000.   | 2005.   | 2010.   |
| ------- | ------- | ------- | ------- | ------- |
| 420.947 | 510.131 | 562.587 | 633.667 | 709.671 |